# 雷電神社 (板倉町)

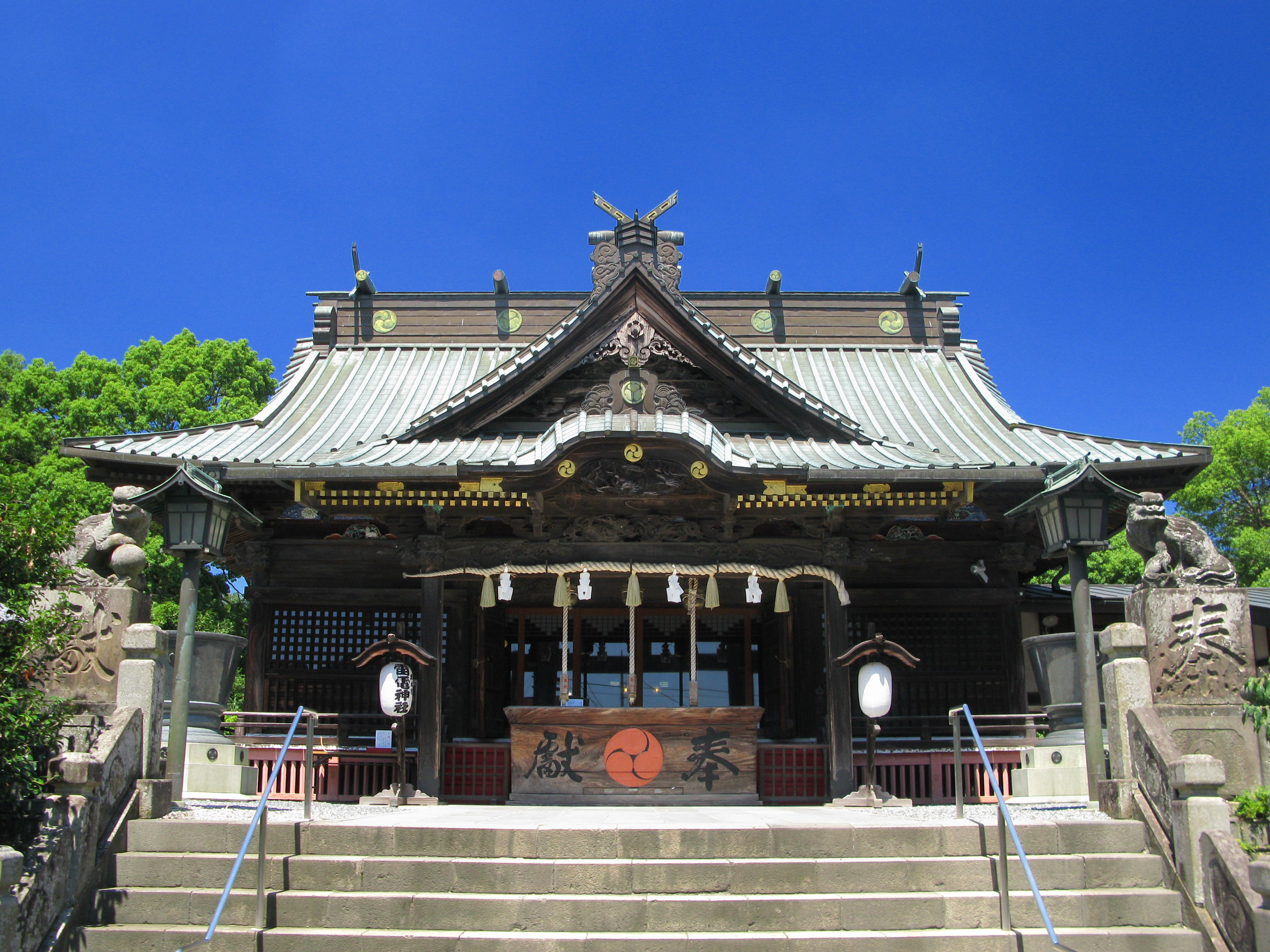
本社社殿（2012年8月）

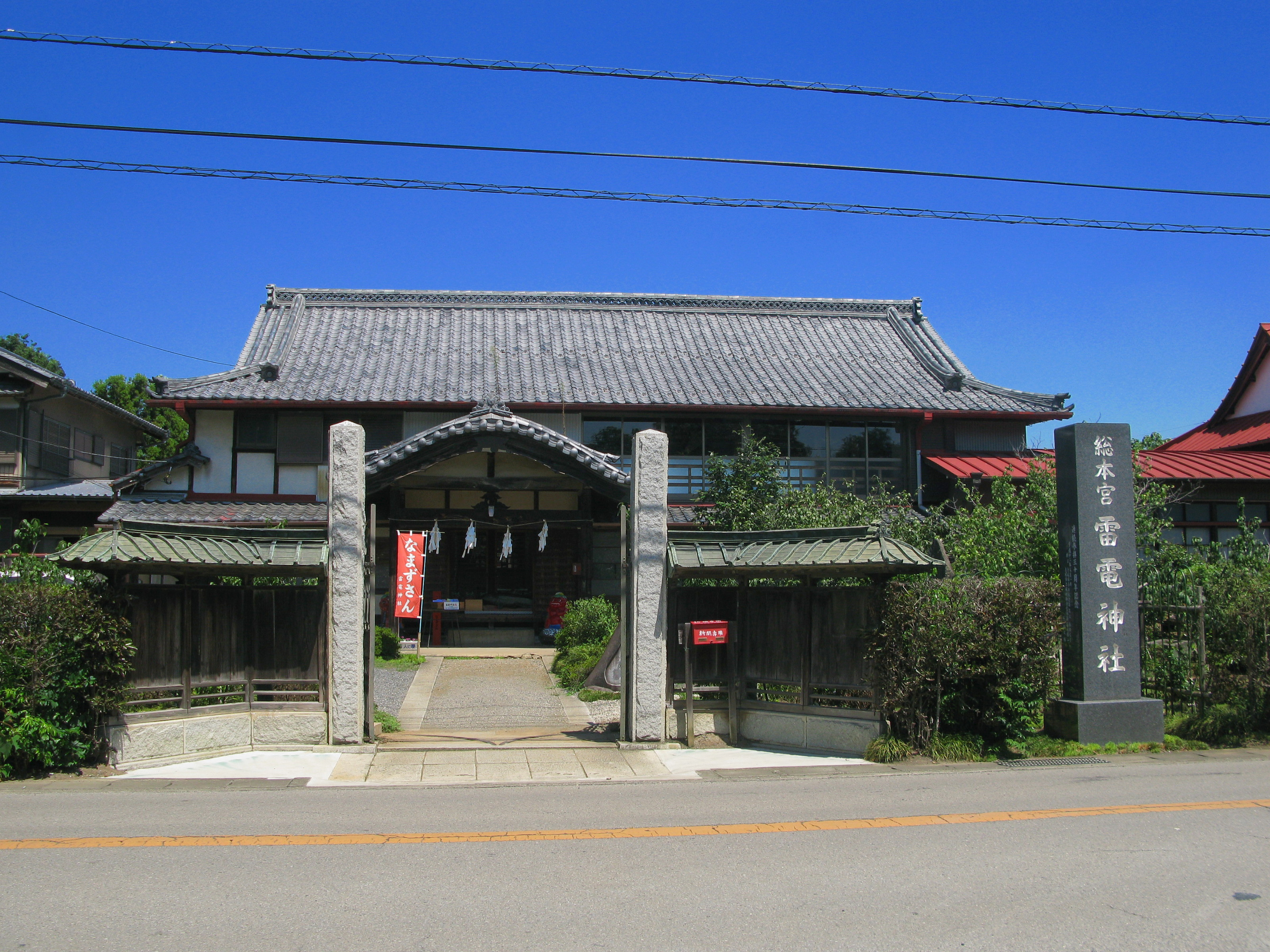
別棟（2012年8月）

雷電神社（らいでんじんじゃ）は、群馬県邑楽郡板倉町板倉にある神社。主に関東地方に点在する「雷電神社」「雷電社」の事実上の総本社格であるが、他の雷電神社と区別する意味で板倉雷電神社（いたくららいでんじんじゃ）とも呼ばれる。茨城県水戸市の別雷皇太神、同県つくば市の金村別雷神社と並ぶ関東三雷神の1社とされる。

## 概要
『雲間山（はさまさん）竜蔵寺縁起』によれば、推古天皇6年（598年）、聖徳太子の創建とされる。
延暦年間（782年 - 806年）に坂上田村麻呂が社殿を造営したとされ、『上野国神名帳』にみえる邑楽郡「従四位上 火雷神社」は当社であるとされている。天文16年（1547年）に佐貫庄の赤井氏旗下、篠崎三河守が全神殿を造営し、元亀4年（1573年）にも長尾顕長が造営を行った。
古くから雷の被害が多い土地であり、また暴れ川で度々流路を変えた渡良瀬川と利根川との間にあって度々火災や水害に見舞われたが、延宝2年（1674年）、当地を治めていた館林藩の藩主であった徳川綱吉が社殿を再建し（社殿に徳川家の葵紋を使うことを許された）、後に彼が長じて江戸幕府の第5代将軍となるに及んで、次第に繁栄するようになった。現在の社殿は天保6年（1835年）、奥社社殿は慶応4年（1868年）の造営である。社殿には左甚五郎から10代目の石原常八の手による彫刻が廻らされている。
明治5年（1872年）に郷社に列せられる。第二次世界大戦後に宗教法人化された。今日では雷除けはもとより、氷嵐除けや豊作祈願、厄除けや安全、特に電気関係をはじめとする諸工事の安全の神として名高い。また、毎年大型連休中の例祭や、春の蝋梅および椿が美しい神社としても名高い。例祭以外にも主に企業関係者による安全祈願や商売繁盛の祈祷の依頼が多く、5月中旬から初秋までの雷雨の季節を中心に頻繁に行われている。
神社境内の一部及び隣接する山林地域は群馬県緑地環境保全地域となっている。

## 祭神
主祭神
- 火雷大神（ほのいかづちのおおかみ）
- 大雷大神（おおいかづちのおおかみ）
- 別雷大神（わけいかづちのおおかみ）

相殿祭神
- 伊邪那美命
- 天水分命
- 天御中主神
- 高産巣日神
- 神産巣日神
- 大日孁神
- 建角身神
- 菅原道真公
- 倉稲魂命
- 大山咋命
- 弥都波売神
- 天神
- 地祇

末社・八幡宮稲荷神社社殿祭神
- 誉田別尊
- 倉稲魂神

## 当社にまつわる伝承
- 延暦20年（801年）、東征した坂上田村麻呂が社殿を造営したところ、その宮祭の夜、境内にあった杉の木の梢に沼の中から灯が上ってきて闇を照らした、とされる。現在境内東側にて枯れて幹の一部から下のみを残す「龍灯の杉」に纏わる伝説として語り継がれる。

- 本社社殿裏手にある奥社には伊邪那美大神（いざなみのおおかみ）が祀られ、家内円満・子授け・安産・縁結びなどを叶える女神とされている。

- 境内裏手の別棟に置かれている鯰（ナマズ）の石像は「なまずさん」と呼ばれ、撫でると地震を除け、元気回復・視力改善・自信が湧き出る、などのご利益があると云われる。また、門前では鯰料理が名物となっている。

- 境内にある椿の庭には福禄寿（ふくろくじゅ）の石像があり、3つの幸せ（子孫繁栄・財産富裕・不老長寿）を授けるとされる。

## 郷土料理
郷土料理として、ナマズ料理が有名。

## 文化財

### 重要文化財
- 末社八幡宮稲荷神社社殿[9] - 室町時代後期（1547年）の建立。二間社入母屋造、向拝二間、銅板葺。二間社の社殿に2柱を祀る珍しい形式[10]。明治41年（1908年）8月1日に古社寺保存法により特別保護建造物に指定され、文化財保護法施行に伴い昭和25年（1950年）8月29日に旧国宝から重要文化財に指定替えとなった。昭和35年（1960年）解体修理に伴い切妻造桟瓦葺を入母屋造銅板葺に改めた。神社建築としては群馬県最古[11][12]。

### 群馬県指定重要文化財
- 雷電神社社殿（本殿・幣殿・拝殿・奥宮） - 本殿は二間社流造千鳥破風付瓦棒銅板葺で幣殿とともに天保6年（1835年）の建築。拝殿は文政2年（1819年）の建築で入母屋造平入り千鳥破風付向拝唐破風付瓦棒銅板葺。奥宮は慶応4年（1868年）の建築で三間社入母屋造平入り、瓦棒銅板葺[13]。

### 板倉町指定重要文化財
- 雷電神社棟札[6]
- 高瀬舟絵馬[6]